# Cladonia tasmanica
Cladonia tasmanica är en lavart som beskrevs av Ahti. Cladonia tasmanica ingår i släktet Cladonia och familjen Cladoniaceae.   Inga underarter finns listade i Catalogue of Life.